# Carta de los judíos de Constantinopla

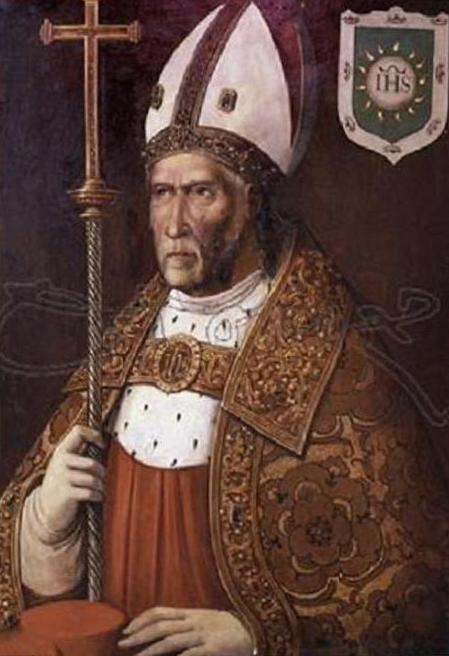
Retrato de Juan Martínez Silíceo, arzobispo de Toledo, por Francisco de Comontes.

La Carta de los judíos de Constantinopla es una falsificación antisemita de mediados del siglo XVI realizada por el arzobispo de Toledo Juan Martínez Silíceo para convencer al cabildo de la catedral de Toledo y al príncipe regente, el futuro Felipe II, que aprobaran y confirmaran, respectivamente, el estatuto de limpieza de sangre que estaba empeñado en establecer en la sede primada, lo que logró en 1556 después de una larga disputa en la que se vieron envueltos el papado y diversas autoridades e instituciones de la Corona de Castilla, integrada entonces en la Monarquía Hispánica. La Carta de los judíos de Constantinopla y La Isla de los Monopantos (1650) de Francisco de Quevedo son los dos textos fundacionales del mito de la conspiración judía en español y constituyen varios referentes del libelo antisemita más famoso de la historia: Los Protocolos de los Sabios de Sión publicado por primera vez en San Petersburgo en 1905.

## Historia
Juan Martínez Silíceo, hijo de labradores pobres extremeños y muy orgulloso de ser cristiano viejo, fue nombrado en 1546 arzobispo de Toledo a propuesta de Carlos V. Al poco tiempo de ocupar la sede primada, propuso la introducción de un estatuto de limpieza de sangre pero se encontró con la decidida oposición de los miembros del cabildo de la catedral de Toledo, que desde hacía tiempo se habían resistido a su introducción (en realidad muy pocas sedes episcopales castellanas lo habían hecho; y en la Corona de Aragón únicamente la catedral de Valencia). El conflicto se planteó abiertamente cuando Silíceo se opuso frontalmente al nombramiento de un converso -cuyo padre había sido condenado por la Inquisición española- para una canonjía vacante de la catedral. El arzobispo logró que el papa revocara el nombramiento —en una carta le dijo que si se le admitía, convertiría la sede toledana en una "nueva sinagoga"— y a continuación, el 23 de julio de 1547, convocó una reunión del cabildo en la que por 24 votos contra 10 aprobó un estatuto de limpieza de sangre. Inmediatamente protestaron los arcedianos de Guadalajara y de Talavera de la Reina, que amenazaron con apelar al papa, y también se opuso el ayuntamiento de Toledo porque despertaría "odios y perpetuas enemistades", por lo que pidió la intervención del príncipe Felipe, que gobernaba los reinos peninsulares en ausencia de su padre, el rey Carlos V. Aquel pidió la opinión al Consejo de Castilla, que recomendó la suspensión del estatuto por considerarlo "ynjusto y escandaloso" y porque "de la execución dél se podrían seguir muchos ynconvenientes", opinión que fue compartida por una junta del clero convocada a tal efecto, y por la Universidad de Alcalá que lo condenó como fuente de "discordia sembrada por el diablo". Así que en septiembre de 1547 el estatuto fue suspendido, pero en 1555 el papa lo aprobó y a continuación Felipe, ya rey, lo ratificó. Al parecer fue convencido por varios de sus consejeros antijudíos y por el propio arzobispo Silíceo, cuando afirmó que "todas las herejías que han ocurrido en Alemania y Francia fueron sembradas por descendientes de judíos, como ya hemos visto y vemos diariamente en España".
Para apoyar la introducción del estatuto, Silíceo recopiló todos los documentos y escritos antijudíos que pudo encontrar. "Para ganarse la voluntad del emperador Carlos V, en muchos de ellos resaltaba el papel conspirador de los conversos españoles en gran número de episodios: alborotos y matanzas en el siglo XV, el crimen ritual del Santo Niño de La Guardia, la revuelta comunera y el fomento del luteranismo en Alemania. Los conversos, ayudándose entre ellos y moviéndose como bajo una consigna, desbancaban a los cristianos viejos de todas partes y era hora de acabar con ellos".
Entre los documentos que aportó figuraba una supuesta carta de "Los Príncipes de la Sinagoga de Constantinopla" dirigida a los rabinos de Zaragoza, que habrían pedido su opinión sobre la actitud que deberían tomar los judíos ante el decreto de expulsión de los judíos de España en 1492. En la carta se decía a los judíos, especialmente a los ricos, que serían bien recibidos en Constantinopla:

…y a los que esto no pudieredes hazer, baptizaos como el edicto de esse Rey manda, solo para cumplir con el, conservando siempre en vuestro pecho vuestra santa ley. Y pues dezis que os quitan vuestra haziendas, hazed vuestros hijos abogados y mercaderes, y quitarles han ellos a los suyos sus haziendas. Y pues dezis que os quitan las vidas, hazed vuestros hijos medicos y cirujanos, y boticarios, y quitarles han ellos a sus hijos y descendientes las suyas. Y pues dezis, que los dichos Christianos os han violado y profanado vuestras ceremonias y Synagogas, hazed vuestros hijos clerigos, los quales con facilidad podrán violar sus templos, y profanar sus sacramentos y beneficios

## Valoración
Según el historiador Gonzalo Álvarez Chillida, "estamos, pues, ante una de las primeras falsificaciones antisemitas de la historia europea, precursora de los famosos Protocolos de los Sabios de Sión… [cuya] estructura narrativa se encuentra en la obra de Quevedo" La Isla de los Monopantos.
La Carta, que al principio circuló manuscrita, fue recogida por las obras antisemitas de la época, aunque algunas pusieran en cuestión su veracidad. A finales del siglo XIX los antisemitas franceses la utilizaron cambiando el destino: ahora iba dirigida a los judíos de Arlés.